# Dissodon octoblepharum
Dissodon octoblepharum là một loài rêu trong họ Splachnaceae. Loài này được (Hook.) Paris mô tả khoa học đầu tiên năm 1896.